# Volta a Egipte
La Volta a Egipte és una cursa ciclista per etapes que es disputa per les carreteres d'Egipte durant el mes de febrer. La seva primera edició es disputà el 1954 i des de llavors s'ha anat disputant, tot i que amb moltes interrupcions. Des del 1997 la cursa és oberta als professionals i des del 2005 forma part de l'UCI Àfrica Tour, amb una categoria 2.2.

## Palmarès
| Any     | Vencedor               | Segon               | Tercer              |
| ------- | ---------------------- | ------------------- | ------------------- |
| 1954    | René van Meenen        | Émile van Cauter    | Ted Gerrard         |
| 1955    | Hans Andresen          | Boyan Kozev         | Shelzy Shingally    |
| 1956    | Nencio Christov        | Boyan Kozev         | Marian Więckowski   |
| 1957    | Werner Maritz          | Horst Tuller        | Demirev             |
| 1958    | Anatoli Olizarenko     | Alexei Petrov       | Boyan Kozev         |
| 1959    | Gerhard Löffler        | Alexei Petrov       | Nikolaï Etschenko   |
| 1960    | Kurt Müller            | Manfred Brüning     | Wolfgang Braune     |
| 1961    | Andrzej Piejaczek      | Alexandre Kulibin   | Klaus Kellermann    |
| 1962    | Lothar Appler          | Joze Sebenik        | Gottfried Franck    |
| 1963-74 | no disputada           |                     |                     |
| 1975    | Urs Dietschi           | Bruno Keller        | S. El Atawi         |
| 1976    | Urs Dietschi           | Erol Kugidbakirgi   | Yussuf Egevit       |
| 1977-85 | no disputada           |                     |                     |
| 1986    | Gintautas Umaras       | Vassili Schpundov   | Marat Ganéiev       |
| 1987-95 | no disputada           |                     |                     |
| 1996    | Yuri Sinoukov          | Valeri Makarian     | Olivier Martinez    |
| 1997    | Sergei Sinoukov        | Aleksandr Arakelian | Leonid Timitshenkov |
| 1998    | Vadim Kravchenko       | Miloslav Kejval     | Sergei Lavrenenko   |
| 1999    | Amar El Nadi           | Mohamed El Fattah   | Mohamed Khaled      |
| 2000    | Remigius Lupeikis      | Mikos Rnjakovic     | Piotr Wadecki       |
| 2001    | Amar El Nadi           | Mohamed El Fattah   | Vadim Kravchenko    |
| 2002    | Radovan Husar          | Ahmed Rashad        | Vadim Kravchenko    |
| 2003    | Tiaan Kannemeyer       | Maros Kovac         | Jan Sipeky          |
| 2004    | Maros Kovac            | Sergei Tretiakov    | Pawel Nevdakh       |
| 2005    | Sergei Tretiakov       | Sergei Lavrenenko   | Bakhtiyar Mamyrov   |
| 2006    | Ilya Chernyshov        | Shaun Davel         | Valeri Dmítriev     |
| 2007    | Waylon Woolcock        | Jan Sipeky          | Daniel Spence       |
| 2008    | Jay Robert Thomson     | Aymen Ben Hassine   | Pawel Nevdakh       |
| 2009    | Christoph Springer     | Amr Ahmed           | Mustafa Güler       |
| 2010-14 | no disputada           |                     |                     |
| 2015    | Francisco Mancebo      | Soufiane Haddi      | Andrea Palini       |
| 2016    | Mounir Makhchoun       | Adne van Engelen    | Pascal Aandewiel    |
| 2017-18 | no disputada           |                     |                     |
| 2019    | Polychrónis Tzortzákis | Yousif Mirza        | Igor Silva          |